# Unterer Graben 10 (Ingolstadt)
Das Wohnhaus am Unteren Graben 10 befindet sich am nordöstlichen Rand der Ingolstädter Altstadt. Das vermutlich auf mittelalterliche Bausubstanz zurückgehende Ackerbürgerhaus ist unter der Aktennummer D-1-61-000-473 in der Denkmalliste Bayern eingetragen.

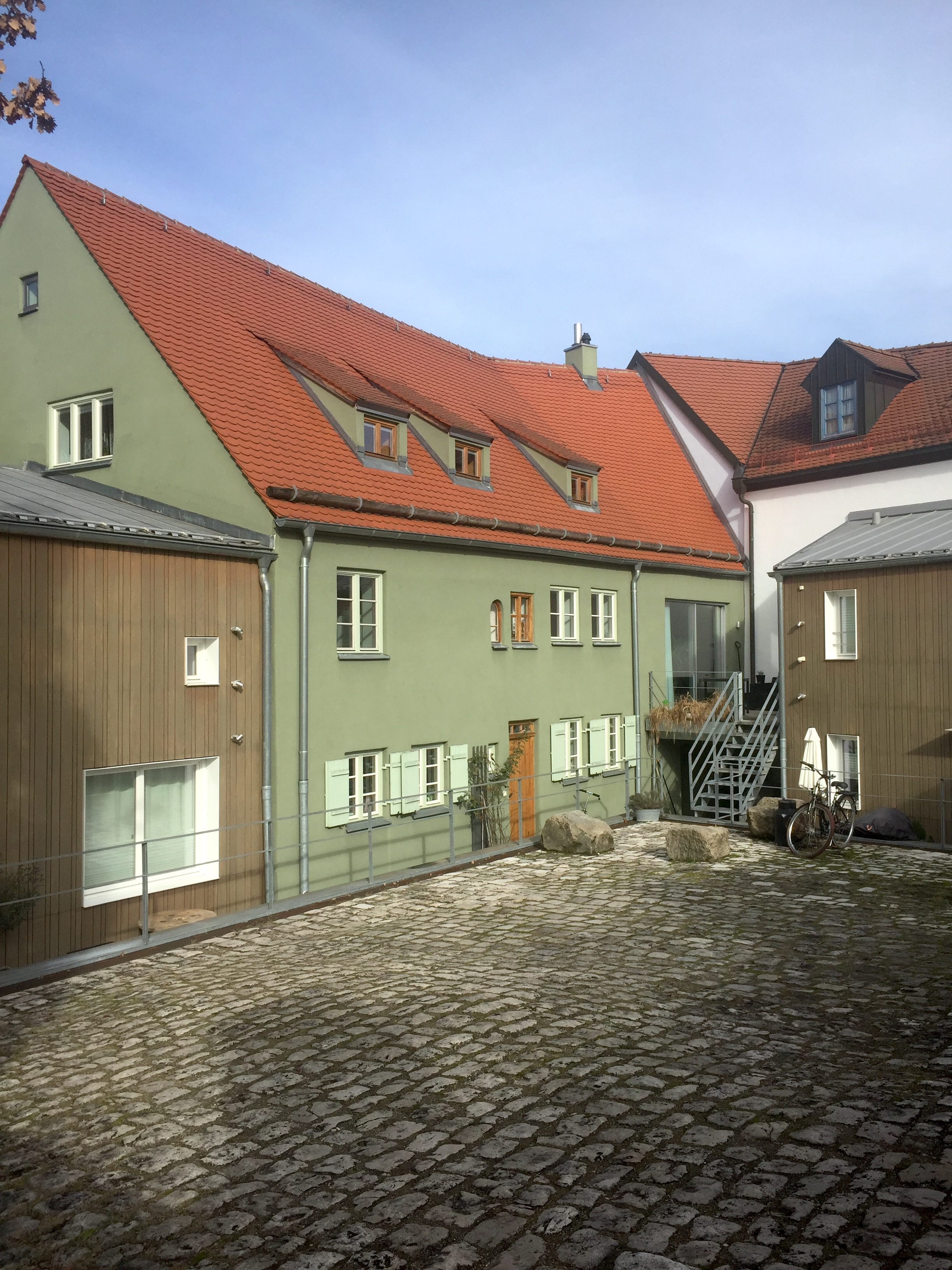
Unterer Graben 10, 2021

## Geschichte
Das kleine Stadtbauernhaus mit Nebengebäude stammt wohl aus dem frühen 16. Jahrhundert, da das Sandtner-Modell aus dem Jahr 1573 ein Bau in selbiger Lage und gleicher Größe mit Krüppelwalmdach zeigt. Weiterer Indiz für das Baualter ist der unterhalb des Straßenniveaus liegende Hof, der gepflastert erhalten ist. 1728 und 1845 wurde das Gebäude verändert und um 1900 erweitert. In den Jahren 2009 bis 2014 wurde der unter Denkmalschutz stehende zweigeschossige verputzte Einfirsthof mit Satteldach vom örtlichen Architekten und Denkmalpfleger Andreas Mühlbauer restauriert und mit zwei Neubauten erweitert. Johann Grad war der verantwortliche Bauingenieur. 2015 zeichneten Ludwig Spaenle und Mathias Pfeil vom Bayerischen Staatsministerium für Wissenschaft und Kunst die Bauherrschaft Ute und Lorenz Gruber mit der Bayerischen Denkmalschutzmedaille aus.

## Denkmal
Das Ackerbürgerhaus steht unter Denkmalschutz und ist im Denkmalatlas des Bayerischen Landesamtes für Denkmalpflege und in der Liste der Baudenkmäler in Ingolstadt eingetragen.

## Preise
- 2015: Bayerische Denkmalschutzmedaille